# 俄利根

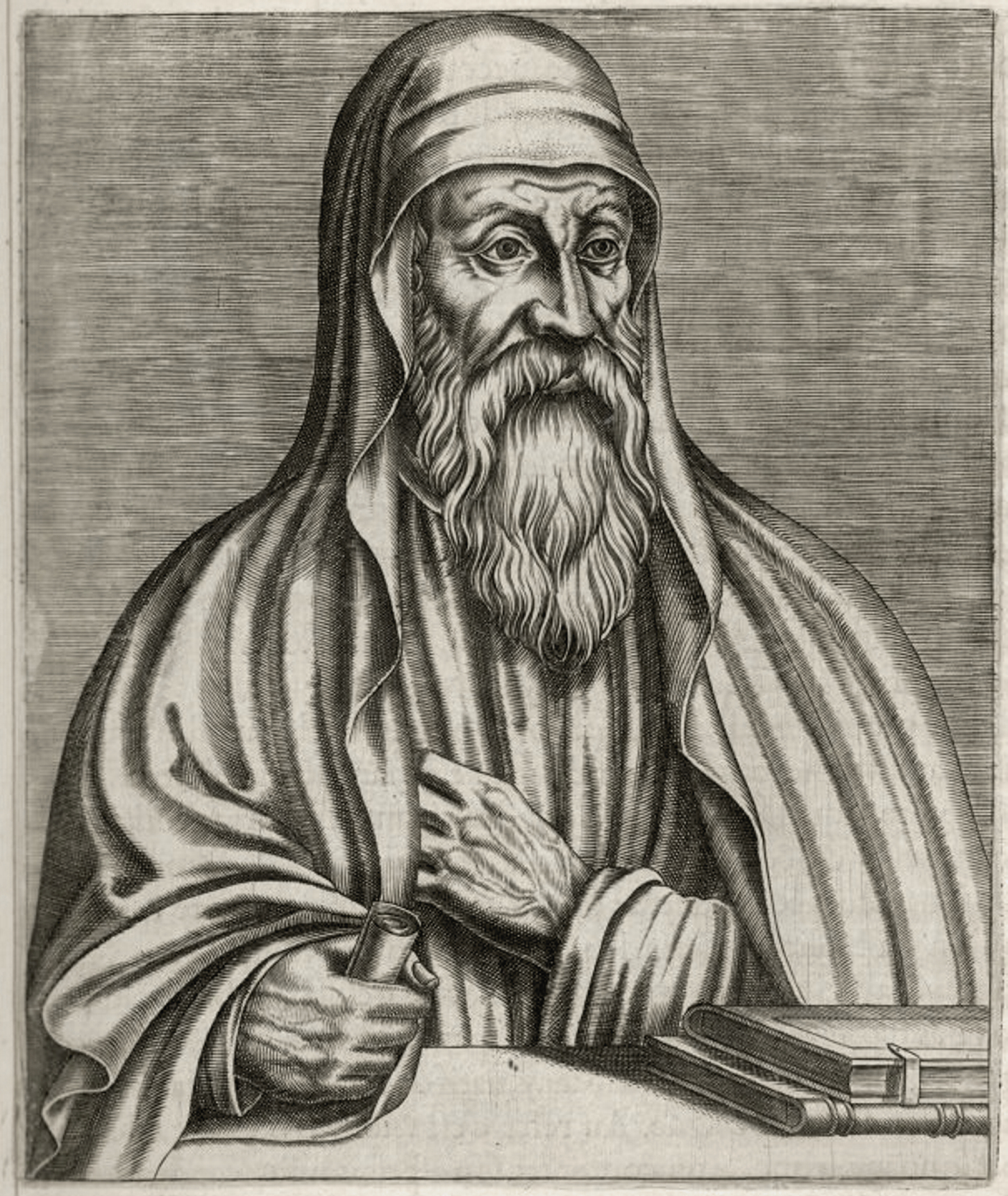
俄利根

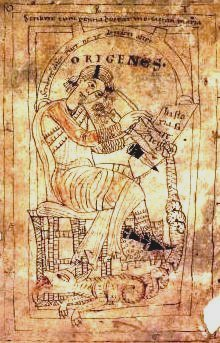
俄利根

俄利根（185年—254年）或譯奧利金、奧利振，生於亞歷山大港，卒於該撒利亞，是基督教中希臘教父的代表人物之一，更是亞歷山太學派的重要代表人物之一，為神学家和哲学家。在神學上，他採用希臘哲學的概念，提出「永恆受生」的概念來解說聖父與聖子關係，對基督教影響至今。他的著作對基督教神學發展有很大的影響力，但是他的數項神學主張被在第二次君士坦丁堡公會議中被定為異端，因此天主教會與東正教會皆未將他列為聖人。

## 生平
公元185年前後，俄利根在埃及亞歷山大出生。他受過良好教育，通曉希臘文學。可是，他的父親萊昂尼德斯還嫌不够，要他用功學習聖經。俄利根17歲的時候，羅馬皇帝頒布法令，禁止人改變宗教信仰，違者依法懲處。俄利根的父親因改信基督教而鋃鐺入獄。年輕的俄利根有一股鋭氣，誓要跟父親共患難，寧可把生命豁出去，也不低頭。他的母親為免兒子離家出事，把他的衣服藏起來。俄利根寫信懇求父親説：“千萬不要為我們放棄信仰。”萊昂尼德斯站穩立場，英勇就義。幸好俄利根學識豐富，他教授希臘文學，掙錢養活母親和六個弟弟。
据早期教会历史学家优西比乌记载，俄利根依据马太福音19章12节而阉割了自己。许多著名历史学家，比如彼得·布朗和威廉·普莱彻也认为优西比乌的记载难以驳倒。
羅馬皇帝一心要制止基督教傳播開去。法令的矛頭不僅指向學生，也對準導師。基督教導師為了保全性命，無不逃離亞歷山大。非基督徒只好向年輕的俄利根尋求聖經指引。俄利根相信天主的旨意是要他講授教理，他欣然接受這個任務。俄利根有不少門生都以死殉教，有些還沒完成神學教育就捐棄生命了。門生出庭受審也好，身陷囹圄也好，行將處決也好，俄利根總是冒着生命危險，公開給他們打氣。公元4世紀的歷史家優西比烏報導，門生被押往刑場的時候，俄利根“勇敢無畏地向他們送飛吻致意”。
俄利根觸犯眾怒。不信基督的人，許多都責怪俄利根唆使他們的朋友改變信仰，要俄利根對朋友之死承擔罪責。他多次遭到暴徒襲擊，險些在虎口喪命。為了逃避追捕，他到處漂泊，可從沒有停止過講授教理。他無私無畏，全心全意教人，使亞歷山大主教德米特里對他另眼相看。約于公元202年歸信基督教。他開始研究哲學。為亞歷山大的革利免的學生，十八歲時已奉主教底米丟之命接續革利免任職亞歷山卓教理學院院長，之後曾遷往巴勒斯坦的該撒利亞居住過一段時間。
俄利根在亞歷山大任職期間亦曾出外四處旅行，大約在230年—231年到希臘及巴勒斯坦，當時他還不是聖職人員，但他個性開朗並交遊廣闊，開始與巴勒斯坦的主教們彼此熟識起來，主教們為便於俄利根四處講道方便起見，於是在該撒利亞將他按立為長老。但此舉卻引來亞歷山卓的主教底米丟的嫉妒，而將俄利根驅逐出境，且革除了他的聖職。。
這一次的革職，對他來說他所在意的不是失去職務，而是自己會因此靈性沈淪。他努力與惡念抗爭，在這段時間他繼續他的文字工作，完成了一本靈修小冊《論祈禱》（233/234年）。在公元230年因此被迫移居巴勒斯坦的該撒利亞。他遊歷各處，到處反駁異端邪說和猶太教。在羅馬皇帝德修進行大迫害期間，傳說在其受監禁期間，因手腳被綁在木械上幾天不能伸縮，終受傷過重，於254年死於推羅。

## 对圣经的贡献

### 重要著作
俄氏以字面解釋馬太福音19章12節「因為有人生來是閹人，也有被人閹的，並有為天國的緣故自閹的；這話誰能領受，就可領受。」而自閹，主張過極端禁欲生活。雖然是亞歷山卓人，但他卻熟知希伯來文。俄利根嶄露頭角，成了著名的學者和作家，著作等身。根據優西比烏的統計後發現俄氏的著作竟高達2000部，可看出俄氏神學的素養甚高。其中包括了：《詩篇選釋》（Selecta in Psalmi）、一部護教大典《反駁克理索》（Against Celsus，拉丁文為Contra Celsum），而克理索為西元第二世紀後期的希臘柏拉圖主義哲學家，曾寫過一些反對基督教的文章；另外其神學論著作中亦提出《論基要教理》（de Principiis），此著作中對於基督教信仰中的基要真理有進一步的闡釋及說明；此外並編定了《六經合璧》（Hexapla），俄氏把六種不同的舊約版本並列比較其異同。
其中，他編纂的《六文本合參》，由50册构成的巨製，是《希伯來語經卷》各種文本的合參。俄利根把《六經合璧》分六欄對照排列，包括：
1. 希伯來語及阿拉姆語文本；
2. 希伯來語及阿拉姆語文本的希臘語音譯本；
3. 阿奎拉希臘語譯本；
4. 西馬庫斯希臘語譯本；
5. 希臘語《七十士譯本》，俄利根修訂了這部譯本，盡量使譯文跟希伯來語文本相符；
6. 迪奧多蒂翁希臘語譯本。

聖經學者約翰·霍特认为：“《七十士譯本》有多段經文不是引起誤解，就是叫讀者感到困惑。俄利根希望這套文本合參能啟發希臘語讀者的思考，讓他們看出經文的含意。”

### 接合哲学解释圣经
公元3世紀，宗教一片混亂。這大大左右了俄利根對講解聖經的看法。教會傳布的道理因地而異，各不相同。
俄利根接受了部分的異端主張，還説成是使徒所教導的。他覺得甚麽問題都可以自由探索。當時俄利根有不少門生都受哲學問題困擾。他們苦苦思索，還是找不到滿意的答案。為了幫助年輕的門生理出個頭緒來，俄利根鑽研不同派系的哲學思想。他立意要解開門生的思想疙瘩。
俄利根認為聖經和哲學並行不悖，側重用寓意釋經法，鼓勵門徒自由探索各派系哲學思想。他認為經文寓意深刻，解釋不能拘泥於字面意義。
俄利根指出，以色列人為耶和華的殿製造器皿，所用的金子其實來自埃及。他拿這個事例做比喻，支持用希臘哲學講解基督教教義的做法。他説：“從埃及帶走的東西，對以色列的兒女很管用。希伯來人有天主的指引，曉得把埃及人不珍惜的東西用來崇拜天主。”俄利根鼓勵門生“從希臘哲學中選取合適的課題，作為研究基督教的入門課”。
在《論原理》裏，俄利根形容耶穌是“獨生子，是産生的，卻沒有起始”。他進一步説：“獨生子的産生是超越時間、無始無終的。⋯⋯祂不是因為得到生命的氣息才成為聖子，也不是聖父以分割及離異而産生的，而是藉天主的本質産生出來。”

## 对后世的影响
他編纂的《六文本合參》保留了上帝名字的四個希伯來字母（YHWH）。由此可證實，早期的基督徒不但知道，而且也使用上帝的名字──雅威。俄利根把聖經主張跟希臘哲學攙雜在一起，認為基督的“産生是超越時間、無始無終的”，這個主張成了三位一體道理的基石。
隨著羅馬教會興起，亞歷山大教會提出的教義遭受攻擊，俄利根的許多主張也被認定是異端。公元5世紀一位名叫狄奧菲魯斯的教長卻提醒：“俄利根的作品猶如繁花盛放的一片綠茵。我看見美麗的鮮花，就會摘下來；帶刺的，就會避開，像避開蜜蜂的螫刺一樣。”《最初三世紀的教會》評論：“俄利根鼓吹的哲學思想，深入人心，不是一朝一夕就能除去的。”“淺顯易明的基督教信仰受到侵蝕，錯謬源源不絶地滲進教會的主張。”

## 哲学与思想
在基督教歷史上，俄利根的的思想影響了當時的基督教。雖然他是具爭議性的人物，但其神學思想影響之深遠是無可置疑的。俄利根运用当时流行的新柏拉图主义來阐述基督教神学教義。例如，俄利根是第一個用「永遠受生」來解說父與子的關係。《教義史》指出：「俄利根說「道」（指聖子）有自己的位格，也與父同永，乃是由於父神永恆的旨意而生。」俄利根提出的「與父同永」，使三位一體教義有了一個神學基礎。雖然如此，俄利根仍認為「子是小於父的」。「俄利根不單是認為子在世時是次於聖父，就是在本質上看來也是次於聖父的。故有時又稱子為第二位神。」俄利根對三位一體的解釋，與現今三位一體解釋是不同的。除此主張外，他接受柏拉圖的哲學觀點，認為靈魂是因墮落而降低為魂；在他教導中指出所有的靈都是被造並平等的，但因為自由意志的緣故使得有些靈因而墮落，成為鬼魔或囚於肉身之中；當然也有可能因運用良善的自由意志而成為天使。在最後審判之前，這樣的循環是可能不斷持續進行的。直到審判來臨所有的萬物包含魔鬼都將被拯救。
俄利根所編訂的《六文本合參》是早期基督教的偉大著作。他認為《聖經》的經文有三層意義：字面意義、道德意義和寓意，所以他很注重「隱喻法」和「預表學」的解經法。另外一部主要著作是《教義大綱》，此著作有系統地敘述基督教的基本教義，如：上帝、基督、聖靈、靈魂、創世、自由意志和聖經。
俄利根的神學思想發展為俄利根主義，後來引起極大的辯論。教父亞他那修和巴西流和亞流派異端都以他的思想為依據。在公元543年第一次君士坦丁堡會議被判為異端，到了公元553年的第二次君士坦丁堡公會議中，俄利根主義再一次被定為異端。縱然如此，俄利根的思想對接下來的神學思想之發展深具影響力。

## 後世教會對俄利根的批評
一位學者指出，俄利根“隨意闡釋經文，使不符合聖經的神學理論看似有聖經根據。他自稱比别人格外熱心講解聖經，自以為對經文所作的闡釋準確可靠”。

## 主要作品
- 《教義大綱》
- 《駁克里索》
- 《六文本合參》
- 《對殉道的勸勉》
- 《禱告》
- 《論首要原理》

## 翻譯相關著作
- The Commentary of Origen On S. John's Gospel, the text revised and with a critical introduction and indices, A. E. Brooke (2 volumes, Cambridge University Press, 1896): Volume 1, Volume 2
- Contra Celsum, trans Henry Chadwick, (Cambridge: Cambridge University Press, 1965)
- On First Principles, trans GW Butterworth, (Gloucester, MA: Peter Smith, 1973)
- Origen: An Exhortation to Martyrdom; Prayer; First Principles, book IV; Prologue to the Commentary on the Song of Songs; Homily XXVII on Numbers, trans R Greer, Classics of Western Spirituality, (1979)
- Origen: Homilies on Genesis and Exodus, trans RE Heine, FC 71, (1982)
- Origen: Commentary on the Gospel according to John, Books 1-10, trans RE Heine, FC 80, (1989)
- Treatise on the Passover and Dialogue of Origen with Heraclides and his Fellow Bishops On the Father, the Son and the Soul, trans Robert Daly, ACW 54 (New York: Paulist Press, 1992)
- Origen: Commentary on the Gospel according to John, Books 13-32, trans RE Heine, FC 89, (1993)
- The Commentaries on Origen and Jerome on St Paul's Epistle to the Ephesians, RE Heine, OECS, (Oxford: OUP, 2002)
- Commentary on the Epistle to the Romans Books 1-5, 2001, Thomas P. Scheck, trans., The Fathers of the Church series, Volume 103, Catholic University of America Press, ISBN 978-0-8132-0103-0 ISBN 978-0-8132-0103-0 （页面存档备份，存于）
- Commentary on the Epistle to the Romans Books 6-10 (Fathers of the Church), 2002, The Fathers of the Church, Thomas P. Scheck, trans., Volume 104, Catholic University of America Press, ISBN 978-0-8132-0104-7 ISBN 978-0-8132-0104-7 （页面存档备份，存于）
- 'On Prayer' in Tertullian, Cyprian and Origen, ‘’On the Lord’s Prayer’’, trans and annotated by Alistair Stewart-Sykes, (Crestwood, NY: St Vladimir’s Seminary Press, 2004), pp111–214

翻譯在線提供
- Translations of some of Origen's writings can be found in Ante-Nicene Fathers（英语：Ante-Nicene Fathers） or in The Fathers of the Church. (. Newadvent.org.   [2014-04-24]. （原始内容存档于2014-02-28）.) Material not in those collections includes:
  - Dialogue with Heracleides (. Sites.google.com.   [2014-04-24]. （原始内容存档于2014-02-25）.)
  - On Prayer (William A Curtis. . Tertullian.org.   [2014-04-24]. （原始内容存档于2013-10-11）.)
  - Philocalia (Origen. . Tertullian.org.   [2014-04-24]. （原始内容存档于2013-10-27）.)

## 延伸閱讀
- CCIM Bible on-line dictionary：Origen[永久]
- 《基督教历史人物小传》二十、俄利根（页面存档备份，存于）
- Bigg, Charles. The Christian Platonists of Alexandria. 1886, revised 1913.
- Martens, Peter. Origen and Scripture: The Contours of the Exegetical Life. Oxford: Oxford University Press, 2012.
- Pelikan, Jaroslav. The Emergence of the Catholic Tradition: 100–600. Chicago: University of Chicago Press, 1977.
- Thomas P. Scheck. Origen and the History of Justification: The Legacy of Origen's Commentary on Romans. Notre Dame, IN: University of Notre Dame Press, 2008.
- von Balthasar, Hans Urs. Origen, Spirit and Fire: A Thematic Anthology of His Writings. Washington, DC: Catholic University of America Press, 1984.
- Westcott, B. F. "Origenes", Dictionary of Christian Biography（英语：Dictionary of Christian Biography）.
- Williams, Rowan. "Origen: Between Orthodoxy and Heresy", in W. A. Bienert and U. Kuhneweg, eds., Origeniana Septima, 1999, pp. 3–14.

## 外部連結
- Analysis and criticism
  - 現代參考資源
    - 俄利根选集[永久]
    - 天主教历史浅谈【上十五】
    - Coptic Church on Origen（页面存档备份，存于）
    - The two-part Roman Catholic meditation on Origen by Pope Benedict XVI: April 25, 2007（页面存档备份，存于） and May 2, 2007（页面存档备份，存于）.

  - Ancient
    - The Anathemas Against Origen（页面存档备份，存于）
    - Evagrius Ponticus and the Condemnation of Origen
- 衍生摘要
  - Mark J. Edwards. . 扎尔塔, 爱德华·N  (编). .
  - Origen Entry in Internet Encyclopedia of Philosophy（页面存档备份，存于）
  - Origen in the 1911 Encyclopædia Britannica
  - Jewish Encyclopedia: Origen（页面存档备份，存于）
  - Origen from New Schaff-Herzog Encyclopedia of Religious Knowledge
- 參考書目
  - EarlyChurch.org.uk（页面存档备份，存于） Extensive bibliography and on-line articles.
- 原文
  - Greek and Latin Opera Omnia by Migne Patrologia Graeca, with Analytical Indexes and Concordances (Lexicon Proprium)（页面存档备份，存于）
- 其他資源
  - Table of Origen's Works with Links to Texts and Translations（页面存档备份，存于）